# Campeonato de Francia de Rugby 15 1983-84
El Campeonato de Francia de Rugby 15 1983-84 fue la 85.ª edición del Campeonato francés de rugby.
El campeón del torneo fue el equipo de Béziers quienes obtuvieron su decimoprimer campeonato.

## Desarrollo

### Grupo A
| Grupo 1 - Béziers - Stadoceste - Hyères - Oloron - Montauban - Stade Bagnérais - Carcassonne - Castres | Grupo 2 - Graulhet - Grenoble - RRC Nice - Touloun - Brive - Angoulême - La Voulte - Vienne  | Grupo 3 - Agen - Dax - Lourdes - Toulouse - Tulle - La Rochelle - Boucau - Paris Université Club |
| Grupo 4 - Montferrand - Bayonne - Tyrosse - Perpignan - Aurillac - Albi - Avenir Aturin - Hagetmau     | Grupo 5 - Narbonne - Bègles - Mont de Marsan - Pau - Biarritz - Nîmes - Romans - US Bressane |                                                                                                  |

### Pre-clasificación
| 1984 | Tulle | 16 - 10 | Mont de Marsan |  |  |

| 1984 | Toulon | 21 - 9 | Brive |  |  |

| 1984 | Pau | 10 - 6 | Perpignan |  |  |

| 1984 | RRC Nice | 11 - 6 | Lourdes |  |  |

| 1984 | Toulouse | 16 - 9 | Tyrosse |  |  |

| 1984 | Oloron | 6 - 3 | Hyères |  |  |

### Octavos de final
| Equipo 1   | Equipo 2    | Ida   | Vuelta |
| ---------- | ----------- | ----- | ------ |
| Tulle      | Montferrand | 3-22  | 6-18   |
| Grenoble   | Toulon      | 15-3  | 4-6    |
| Stadoceste | Bègles      | 13-13 | 16-9   |
| Béziers    | Pau         | 22-3  | 0-0    |
| Narbonne   | RRC Nice    | 16-18 | 15-15  |
| Bayonne    | Dax         | 6-19  | 24-22  |
| Agen       | Toulouse    | 20-12 | 27-13  |
| Graulhet   | Oloron      | 9-3   | 27-10  |

### Cuartos de final
| 1984 | Montferrand | 12 - 6 | Grenoble |  |  |

| 1984 | Béziers | 22 - 12 | Stadoceste |  |  |

| 1984 | RRC Nice | 21 - 13 | Dax |  |  |

| 1984 | Agen | 9 - 7 | Graulhet |  |  |

### Semifinal
| 1984 | Béziers | 8 - 4 | Montferrand |  |  |

| 1984 | RRC Nice | 14 - 21 | Agen |  |  |

### Final
| 26 de mayo de 1984 | Béziers | 21 - 21 Gana por penales | Agen | Parc des Princes, Paris |  |

| Bandera de Francia   |
| Campeón Béziers      |
| Décimo primer título |